# Mount Turnbull
Mount Turnbull är ett berg i Antarktis. Det ligger i Östantarktis. Australien gör anspråk på området. Toppen på Mount Turnbull är 1 980 meter över havet.
Terrängen runt Mount Turnbull är huvudsakligen platt, men norrut är den kuperad. Trakten är obefolkad. Det finns inga samhällen i närheten.